# بيتر هيرش (عالم أحياء دقيقة)
بيتر هيرش (بالألمانية: Peter Hirsch)‏ هو عالم أحياء دقيقة ألماني، ولد في 1927.